# D.G.T. (Off and On)
D.G.T. (Off and On) è un singolo del cantante rumeno Theodor Andrei, pubblicato il 16 dicembre 2022.

## Promozione
Il 17 dicembre 2022 Theodor Andrei è stato confermato fra i 12 partecipanti a Selecția Națională 2023, festival utilizzato per selezionare il rappresentante rumeno all'annuale Eurovision Song Contest, con D.G.T. (Off and On) come brano per la competizione. Il brano compariva in origine come dodicesima traccia del suo album di debutto Fragil, uscito il 15 ottobre 2022; per Selecția Națională è stata realizzata una versione di 3 minuti, durata massima per un brano eurovisivo, pubblicata in digitale il 16 dicembre. L'11 febbraio 2023 il cantante si è esibito a Selecția Națională, dove il televoto l'ha scelto come vincitore fra le 12 proposte e rappresentante nazionale all'Eurovision Song Contest 2023 a Liverpool. Nel maggio successivo si è esibito durante la seconda semifinale della manifestazione europea, senza però qualificarsi per la finale.

## Tracce
Testi e musiche di Theodor Andrei, Luca De Mezzo, Mikail Jahed e Luca Udățeanu.
1. D.G.T. (Off and On) – 2:59